# 14K
14K (čínsky: 十四K) je triáda se sídlem v Hongkongu, která je ale aktivní mezinárodně. Je to velká triáda s přibližně 20 000 členy. Jsou hlavním rivalem Sun Yee On, což je největší triáda.

## Kriminální zaměření
Společnost 14K je zodpovědná za rozsáhlý obchod s drogami po celém světě, většinu z nich tvoří heroin a opium z Číny nebo jihovýchodní Asie. Jedná se o jejich hlavní činnost k získávání příjmů, ale podílejí se také na nelegálním hazardu, poskytování půjček, praní špinavých peněz, vraždách na objednávku, obchodování se zbraněmi, prostituci, obchodování s lidmi, vydírání a padělání.

## Historie
14K založil člen Kuomintangu Kot Siu-wong v Kantonu v Číně v roce 1945 jako protikomunistickou skupinu. Skupina se však v roce 1949 přestěhovala do Hongkongu, když Kuomintang po čínské občanské válce uprchl před komunisty. Původně mělo sdružení čtrnáct členů, kteří byli součástí Kuomintangu (odtud název 14K). Jiné zdroje však říkají, že 14 znamená číslo silnice u bývalého velitelství a K znamená Kau-lung.